# Phrictus hoffmannsi
Phrictus hoffmannsi är en insektsart som beskrevs av Schmidt 1905. Phrictus hoffmannsi ingår i släktet Phrictus och familjen lyktstritar. Inga underarter finns listade i Catalogue of Life.